# 전북특별자치도산림환경연구소
전북특별자치도산림환경연구소(全北特別自治道山林環境硏究所)는 지방자치법 제114조에 따라 임업에 관한 연구와 우량종묘의 생산·산림피해 상담지도 및 방역·임업기술의 보급, 산림박물관·수목원·휴양림 운영관리, 사방사업의 시행·사방시설의 보호와 도유림 경영 관리 등을 위하여 설치된 전북특별자치도청 소속기관이다. 전북특별자치도 진안군 백운면 덕현로 45-54에 위치하고 있다.

## 같이 보기
- 전북특별자치도청